# 平岡千佳
平岡 千佳（ひらおか ちか、1970年2月5日 - ）は関西を中心に活動する演歌歌手、放送パーソナリティー。

## 略歴
1985年、ビクター全国縦断カラオケ選抜大会という歌謡コンクールで優秀歌唱賞を受賞。1987年、「故郷船」でデビュー。一時期、同曲のB面（カップリング）で収録されていたタイトルと同じ名前の「浪速こゆき」に芸名を改めたことがあり、1989年発表の楽曲「好きやねん大阪」は大阪府民会議からの推薦を受けた。

## ディスコグラフィー

### シングル盤
- 故郷船/浪速こゆき（1987年3月）
- 希望岬/牛追い唄は聞こえない（1988年1月）
- 好きやねん大阪（1989年6月　浪速こゆき名義）大阪府民会議推薦
- 明日に向かって/願いをかなえて（1992年11月）
- さくらの歌/飛魚（あご）街道（1996年7月）日本新聞販売協会推薦
- 笑顔千両/北の港唄（2000年2月）
- 好きやねん大阪・歌碑建立記念バージョン（2007年1月）
- チャイカ/むらさき川（2007年4月）
- エル・クンパン・チェロ（2008年2月　「平岡さんと小田くん」名義）
- むらさき川/チャイカ・むらさき川PV収録感謝盤（2008年8月）
- 二度目の夏至/三年坂（2009年12月）
- 焼酎の唄/3気音頭/好きやねん大阪（2010年12月）
- 夢の夢/蒼より碧き海（2017年4月）

### アルバム
- 平岡千佳ベストアルバム（2003年2月）

## 出演

### テレビ
- 読売テレビ「ズームイン!!朝!」（関西レポーター）

### ラジオ
- KBS京都「ワンダフルナイト」
- MBSラジオ「演歌宅配便」
- ラジオ大阪「うたの一番星」、「チカチカどぼん」、「チカのお宝音楽館」、「はやり唄一番星」
- ABCラジオ「アベロク・千佳の月曜居酒屋」
- NBCラジオ「平岡千佳の笑顔でハッピー」、「平岡千佳のおはようMUSIC」
- FM HANAKO「平岡千佳のニコニコラジオ」

### CM
- 脇田石材店